# 大象法螺
大象法螺（学名：Ranularia pyrum），又名梨形嵌線螺，是法螺科梭法螺属的一种。

## 分佈
主要分布于印度尼西亚、台湾、中國大陸廣東省阳江市闸坡镇及海南島，常栖息在浅海岩礁、低潮线下。